# Vesela (Bośnia i Hercegowina)
Vesela – wieś w Bośni i Hercegowinie, w Federacji Bośni i Hercegowiny, w kantonie środkowobośniackim, w gminie Bugojno. W 2013 roku liczyła 1264 mieszkańców, z czego większość stanowili Boszniacy.